# Buscareto
Buscareto (oggi Boscareto) è una contrada del comune di Ostra Vetere (AN), celebre per essere stato il luogo di residenza dei Conti di Buscareto, signori che dominarono la Marca anconitana nel XIII e XIV secolo.

## Storia
Nel 1155 appare per la prima volta il toponimo Buscareto in un atto di enfiteusi dell'abate del monastero di San Gaudenzio, che cedette un territorio che corrispondeva circa alla massa di Santa Maria Ateganica: per indicare i confini della terra, vennero segnalati Quinzano, Cartecosa, San Vito e Buscareto.
La Pieve di Sant'Arcangelo di Ostra Vetere, menzionata per la prima volta nel 1081, estendeva la sua giurisdizione nel XIII secolo sulle chiese di San Paterniano di Casamurata, San Paterniano di Mampula, Santa Maria Nova, San Vito di Fogliano, San Flaviano, San Paolo di Buscareto. Altre chiese più vicine a Ostra Vetere, invece, erano sotto la giurisdizione della Pieve di Sant'Ippolito di Vaccarile ed erano: San Severo, San Pietro di Penningaida e Santa Croce di Quinzano.
In quello stesso periodo compare per la prima volta anche la famiglia Da Buscareto con Ammazzaconte Buscareto. La famiglia dominerà quelle zone per circa tre secoli.
Dopo il tradimento della famiglia Da Buscareto nel 1360 il cardinale Egidio Albornoz distrusse il castello di Buscareto devastandone il territorio e catturando, Niccolò da Buscareto. In seguito affidò Montenovo (oggi Ostra Vetere) al suo consigliere, Nicolò Spinelli di Giovinazzo, consentendogli di smantellare il castello di Buscareto per restaurare le mura della città.
Nel 1390 la famiglia Buscareto ricostruì in parte il castello ma questo periodo durò meno di 50 anni considerato che alla metà del XV secolo la famiglia Buscareto si estinse.
A partire dal 1500 la popolazione si spostò nei contigui paesi di Montalboddo (oggi Ostra), Montenovo (oggi Ostra Vetere) o nella frazione di Pianello che dista poche centinaia di metri da Boscareto.
Attualmente nella zona esiste un'azienda vinicola che ha preso il nome di "conti di Buscareto".